# 1951 en Suisse
Chronologie de la Suisse
- 1947
- 1948
- 1949
- 1950
- 1951
- 1952
- 1953
- 1954
- 1955

Chronologie de la Suisse
1950 en Suisse - 1951 en Suisse - 1952 en Suisse

## Gouvernement au1erjanvier 1951
- Conseil fédéral[1]:
  - Eduard von Steiger UDC, président de la Confédération
  - Karl Kobelt PRD, vice-président de la Confédération
  - Ernst Nobs PSS
  - Rodolphe Rubattel PRD
  - Josef Escher PDC
  - Philipp Etter PDC
  - Max Petitpierre PRD

## Évènements

### Janvier
Lundi 1er janvier 
- Créé le 14 décembre 1950 par l'Assemblée générale de l'ONU, le HCR s’installe à Genève.
- Décès à Lausanne, à l’âge de 70 ans, du journaliste Maxime Reymond, ancien archiviste cantonal.

 Mercredi 10 janvier 
- Décès à Nice, à l’âge de 67 ans, du journaliste et écrivain vaudois Robert de Traz.

 Vendredi 12 janvier 
- Approbation par le Conseil fédéral d'une ordonnance assurant la sécurité du pays, destinée à n’entrer en vigueur qu'en cas de danger particulier ou de service actif.

 Samedi 20 janvier 
- Une masse de neige ensevelit 34 personnes à Vals (GR). 19 d’entre elles, dont 14 enfants, perdent la vie.

 Dimanche 21 janvier 
- Ouverture du Musée Oskar Reinhart « Am Stadtgarten » à Winterthour.

 Samedi 27 janvier 
- Décès à Lausanne, à l’âge de 84 ans, du général finlandais Carl Gustaf Emil Mannerheim, établi en Suisse depuis 1948.

### Février
Samedi 10 février 
- Décès à Clarens (VD), à l’âge de 71 ans, de l’abbé Joseph Bovet, prêtre-musicien.

 Dimanche 11 février 
- Elections cantonales au Tessin. Guglielmo Canevascini (PSS), Nello Celio (PRD), Brenno Galli (PRD), Agostino Bernasconi  (PDC) et Giuseppe Lepori  (PDC) sont élus au Conseil d’Etat lors du 1er tour de scrutin.

 Lundi 12 février 
- Début d’une fatale série d’avalanches dans les Alpes suisses. Le bilan final s’élève à 92 morts, dont 54 dans les Grisons, 13 à Andermatt (UR) et 10 au Tessin. La ligne ferroviaire du Gothard reste coupée durant plusieurs jours.

 Dimanche 25 février 
- Votations fédérales. Le peuple rejette, par 399 814 non (55,7 %) contre 318 232 oui (44,3 %), l’aarrêté fédéral concernant le transport sur la voie publique de personnes et de choses au moyen de véhicules automobiles.
- Pour la première fois de son histoire, le HC Arosa devient champion de Suisse de hockey-sur-glace.

### Mars
Lundi 12 mars 
- Radio-Lausanne procède à ses premiers essais de télévision en collaboration avec la Municipalité de Lausanne et l’École polytechnique fédérale de Lausanne.

 Vendredi 16 mars 
- La Suisse noue des relations diplomatiques avec la République fédérale d’Allemagne.

 Jeudi 22 mars 
- Décès à Sent (GR), à l’âge du musicien néerlandais Willem Mengelberg, exilé en Suisse depuis 1930.

### Avril
Mardi 3 avril 
- Incendie de l’usine hydroélectrique de Chandoline, près de Sion (VS).

 Dimanche 15 avril 
- Votations fédérales. Le peuple rejette, par 622 284 non (87,6 %) contre 88 486 oui (12,4 %), l’initiative populaire « Garantie du pouvoir d'achat et du plein emploi ». Il approuve le contre-projet du Conseil fédéral, par 490 326 non (69,0 %) contre 209 663 oui (29,5 %).
- Elections cantonales à Zurich. Hans Streuli (PRD), Jakob Heusser (UDC), Rudolf Meier (UDC), Paul Ulrich Meierhans (PSS), Franz Egger (PSS), Walter Koenig (AdI) et Ernst Vaterlaus (PRD) sont élus au Conseil d’Etat lors du 1er tour de scrutin.

### Mai
Mardi 1er mai 
- Incendie du Théâtre de Genève. Les dégâts se montent à 6 millions de francs.

 Mercredi 16 mai 
- Décès à Lausanne, à l’âge de 88 ans, d’Eugène Mottaz, cofondateur de la Revue historique vaudoise.

 Samedi 19 mai 
- Inauguration de la Fonderie de Moudon (VD).

 Dimanche 20 mai 
- Suppression de la ligne de tramway entre Altdorf et le port de Flüelen (UR).

 Dimanche 27 mai 
- Victoire de Juan Manuel Fangio au grand prix de Suisse sur le circuit de Bremgarten bei Bern (BE)

### Juin
Samedi 2 juin 
- Début des festivités du 600e anniversaire de l’entrée du canton de Zurich dans la Confédération.

 Dimanche 10 juin 
- Le Lausanne-Sport s’adjuge, pour la sixième fois de son histoire, le titre de champion de Suisse de football.

 Lundi 18 juin 
- Une poche d’eau crève dans la vallée de la Dixence (VS), inonde l’usine de Sauterot et coupe 6 ponts.

 Vendredi 22 juin 
- Début des Fêtes du Rhône à Vevey (VD).
- Décès à Lausanne, à l’âge de 74 ans, du polémiste et homme politique Paul Golay.

 Samedi 23 juin 
- Le Suisse Ferdi Kübler remporte le Tour de Suisse cycliste.

### Juillet
Dimanche 8 juillet 
- Votations fédérales. Le peuple rejette, par 341 869 non (67,4 %) contre 165 713 oui (32,6 %), l’initiative populaire « Participation des entreprises de droit public aux dépenses pour la défense nationale »
- Un avion privé s’écrase près de Bienne (BE). Ses quatre occupants perdent la vie.
- Ouverture de la route permettant l’accès à Saas Fee (VS).

 Vendredi 13 juillet 
- Début de la 63e Fête fédérale de gymnastique à Lausanne.

 Vendredi 20 juillet 
- Entrée en vigueur de la loi fédérale sur les entreprises de trolleybus.

 Lundi 23 juillet 
- Décès à Genève, à l’âge de 43 ans, du pédopsychaitre Lucien Bovet.

 Samedi 28 juillet 
- Signature à Genève de la Convention relative au statut des réfugiés et des apatrides.

 Dimanche 29 juillet 
- Le Zurichois Hugo Koblet remporte le Tour de France cycliste.

### Août
Mercredi 8 août 
- De violents orages se produisent dans les Grisons et au Tessin. 3 personnes perdent la vie.

 Vendredi 24 août 
- Décès à Münsterlingen (TG), à l’âge de 82 ans, du théologien Alfred Bertholet.

### Septembre
Mercredi 5 septembre 
- Début des VIe Rencontres internationales de Genève, dont le thème est La connaissance de l'homme au XXe siècle
- Décès à Winterthour (ZH), à l’âge de 68 ans, du mécène Werner Reinhart.

 Samedi 8 septembre 
- Ouverture à Lausanne du XXXIIe Comptoir suisse dont le pavillon du Maroc constitue la principale attraction.

 Lundi 10 septembre 
- Fondation à Bienne (BE), d’une Coopérative de Peinture et de Gypserie par des artisans sensibles aux aspects sociaux.

 Mardi 11 septembre 
- Inauguration de la nouvelle gare de Liestal (BL).

### Octobre
Vendredi 5 octobre 
- Les trams sont remplacés par des trolleybus et des autobus à Winterthour.

 Vendredi 12 octobre 
- Inauguration de l’Ecole cantonale d’agriculture de Moudon (VD).

 Dimanche 28 octobre 
- Elections au Conseil national. Le nombre de sièges passe de 192 à 194. Les conservateurs-catholiques sont les vainqueurs des élections, ils obtiennent 48 sièges (+ 4). Avec 51 sièges (- 1), les radicaux forment le plus important groupe parlementaire. Les socialistes comptent 49 élus (+ 1) et les paysans, artisans et bourgeois 23 (+ 2).

### Novembre
Vendredi 2 novembre 
- Le dernier tram circule à Winterthour (ZH).

 Mardi 13 novembre 
- Démissions des conseillers fédéraux Eduard von Steiger (PAB, BE) et Ernst Nobs (PSS, ZH).

 Dimanche 25 novembre 
- Un appareil Douglas DC-4 de la compagnie israélienne El Al s'écrase à l’aéroport de Zurich-Kloten.
- Vernissage de l’exposition Edgar Degas au Musée des Beaux-Arts de Berne.
- Inauguration du stade de football du Cornaredo à Lugano (TI). Pour le match d’ouverture, la Suisse et l’Italie partagent l’enjeu 1-1.

### Décembre
Dimanche 2 décembre 
- Elections cantonales à Genève. Albert Picot (PLS), Louis Casaï (PRD), Antoine Pugin (Parti chrétien-social), François Perréard (PLS), Aymon de Senarclens (PLS), Jean Treina (PSS) et Charles Duboule (PRD) sont élus au Conseil d’Etat lors du 1er tour de scrutin.
- Elections cantonales à Fribourg. Paul Torche (PDC), Théodore Ayer (PDC), José Python (PDC), Maxime Quartenoud (PDC) et Aloys Baeriswyl (PDC) sont élus au Conseil d’Etat lors du 1er tour de scrutin.

 Mercredi 5 décembre 
- Elections cantonales à Fribourg. Pierre Glasson (PRD) et Louis Dupraz (PRD) sont élus tacitement au Conseil d’Etat.
- Deux malfaiteurs enlèvent un banquier à Zollikon (ZH) et l’abattent froidement.

 Jeudi 13 décembre 
- Election au Conseil fédéral de Markus Feldmann et de Max Weber.

 Dimanche 28 décembre 
- Le Conseil fédéral reconnaît l’indépendance de la Libye.